# 傑克·諾維爾
傑克·諾維爾（英語：Jack Nowell；1993年4月11日—）是一位英格蘭橄欖球運動員。他是英格蘭國家橄欖球隊的一員，代表英格蘭參加了2015年世界盃橄欖球賽。